# Bolton (Ontario)
Bolton è un sobborgo della città di Caledon nell'Ontario meridionale. Si trova lungo il fiume Humber nella Municipalità Regionale di Peel, a circa 50 km a nord-ovest di Toronto. Ha 26.795 residenti, che dimorano in 9.158 abitazioni. L'area del centro storico si trova in una valle, attraverso la quale scorre il fiume Humber. Il villaggio si estende su entrambi i lati della valle a nord e a sud.